# 蘇丹二號
蘇丹二號（Sudan II，C18H16N2O）是一種脂肪偶氮染色劑，常用於凍結切片的甘油三酯的染色。正常狀況下是紅色粉狀物。工業上常用於油、蠟等非極性物質的染色。